# Curt Schimmelbusch
Curt Theodor Schimmelbusch (Nogath, 16 novembre 1860 – Berlino, 2 agosto 1895) è stato un chirurgo tedesco.
Direttore della clinica chirurgica di Berlino, ideò uno sterilizzatore di strumenti chirurgici e una maschera per l'anestesia.